# مالبرگ
شهر مالبرگ (به آلمانی: Mahlberg) در ایالت بادن-وورتمبرگ در کشور آلمان واقع شده‌است.